# Peter Gregg
Peter Holden Gregg (New York, 4 maggio 1940 – Jacksonville, 15 dicembre 1980) è stato un pilota automobilistico statunitense, vincitore quattro volte della 24 Ore di Daytona (1973, 1975, 1976, 1978), della 12 Ore di Sebring 1973 e della 24 ore di Le Mans 1977 nella categoria Gruppo 5.

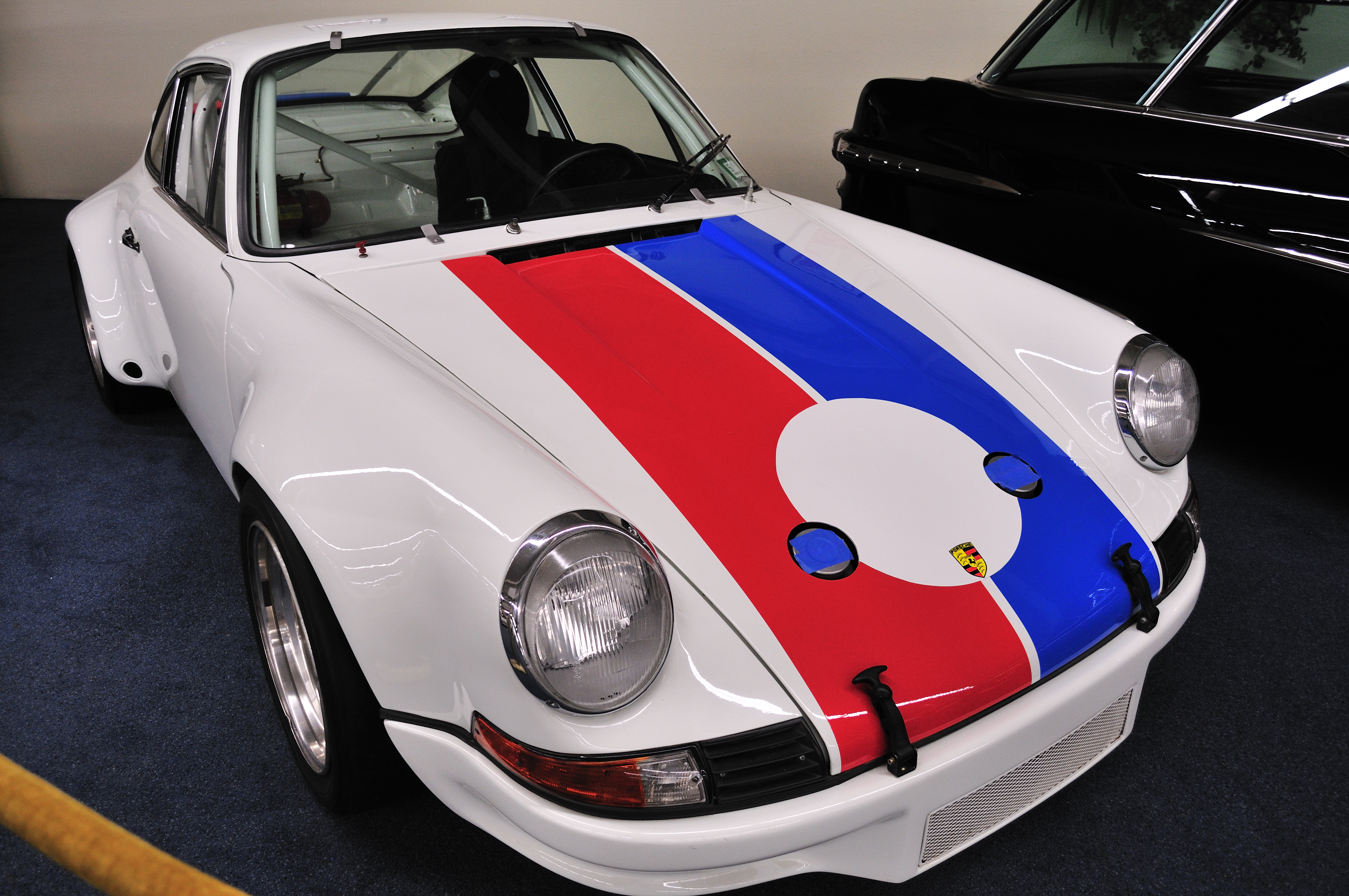
Porsche 911 Carrera RSR Brumos Racing 1973 di Peter Gregg

Gregg è stato inserito nella International Motorsports Hall of Fame nel 1992 e nella Motorsports Hall of Fame of America nel 2000.